# 烏氏副棘鮃
烏氏副棘鮃為輻鰭魚綱鰈形目鰈亞目牙鮃科的其中一種，為熱帶淡水魚，分布於中南美洲墨西哥大西洋岸、安地列斯群島至巴西淡水流域，體長可達14公分，棲息在溪流底層水域，以甲殼類為食，生活習性不明。

## 扩展阅读
維基物種上的相關：烏氏副棘鮃